# 毛锥
毛锥（学名：Castanopsis fordii），为壳斗科锥属下的一个植物种。